# Здание персидского консульства (Ереван)
Здание персидского консульства — памятник истории и культуры республиканского значения, расположенное на улице Анрапетутян в административном районе Кентрон Еревана.

## История
По словам архитектора Вараздатa Арутюняна, в 1850-е годы XIX века этот участок улицы принадлежал персу Хаджи Аббасу Кялбараю Абду Гусейну оглы.
Вскоре городской совет Еревана взял здание в аренду на 25 лет, выплачивая ежегодно 600 рублей.
Однако, не дожидаясь окончания срока договора, в 1876 году здесь была построена резиденция консула Персии. Архитектором и строителем был немец — губернский архитектор Еревана Михаил фон дер Ноннен.
Консульство действовало до 1920 года.
В 1922—1937 годах здесь располагался штаб Армянской дивизии. Позже, в течение трёх лет, в здании работал Комитет помощи Армении, который возглавлял поэт Ованес Туманян.
С 1924 года в здании функционировала вечерняя школа для коммунистов. Затем в течение 18 лет здесь находилась военная прокуратура.
С 1964 года и по сей день здесь располагается Армянское общество охраны исторических памятников (с 2020 года — Армянское общество охраны исторических памятников «Бноррран»), основателями которого были художник, академик Мартирос Сарьян, архитектор Вараздат Арутюнян и археолог, историк Бабкен Аракелян. Первым председателем общества был Мартирос Сарьян.

## Здание
Здание одноэтажное, построено из чёрного туфа. На фасадной части расположен большой круглый декоративный орнамент. Верхние арки окон украшены резными узорами.
В помещении, когда-то принадлежавшем персидскому консулу, стены полностью покрыты фресками. В центре комнаты находится ниша-алтарь с зеркалами.
Слева от входа есть дверь, из которой когда-то лестница вела в подвальный этаж (эта часть обрушилась).
Интересна история люстры здания. По словам сына А. Таманяна, Юрия Таманяна, электрификация здания была проведена по инициативе его отца. Люстра, висящая в консульской комнате с 1927 года, была спроектирована самим А. Таманяном и заказана в Италии.
В ходе реставрационных работ был обновлён паркет, люстра, проведена система отопления.
В 2016 году проводились реставрационные работы по сохранению уникальных фресок здания.

## Галерея

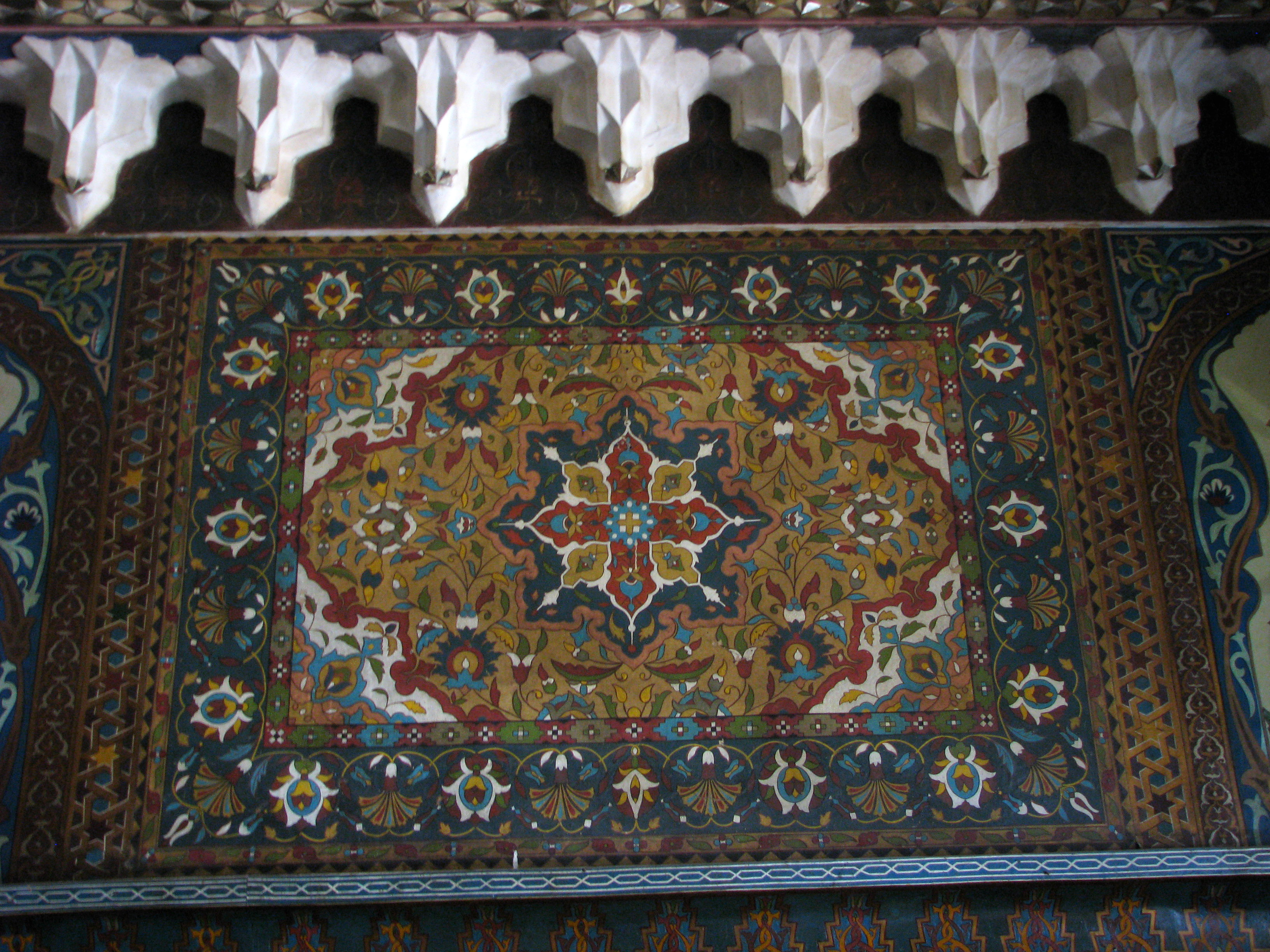
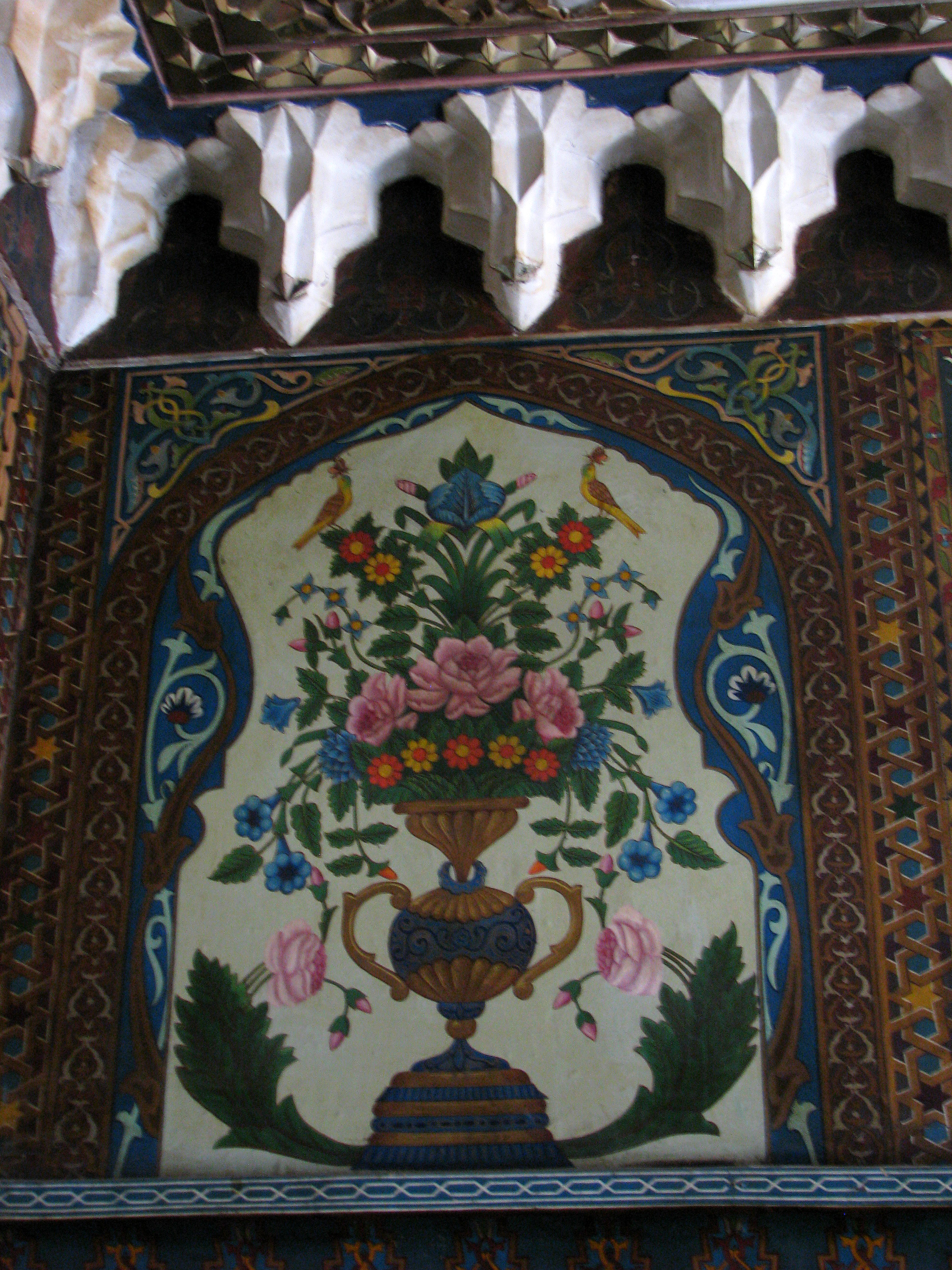
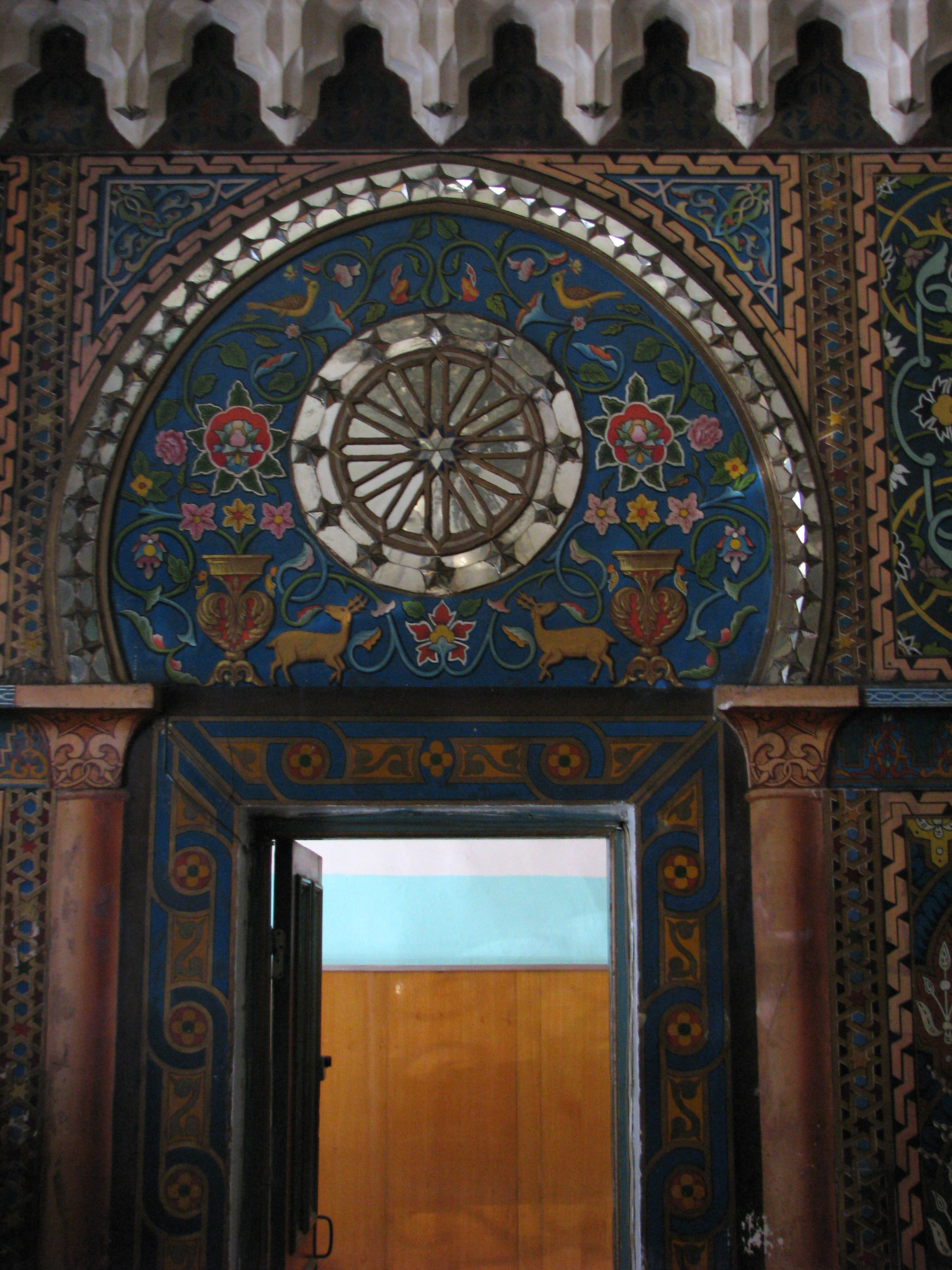
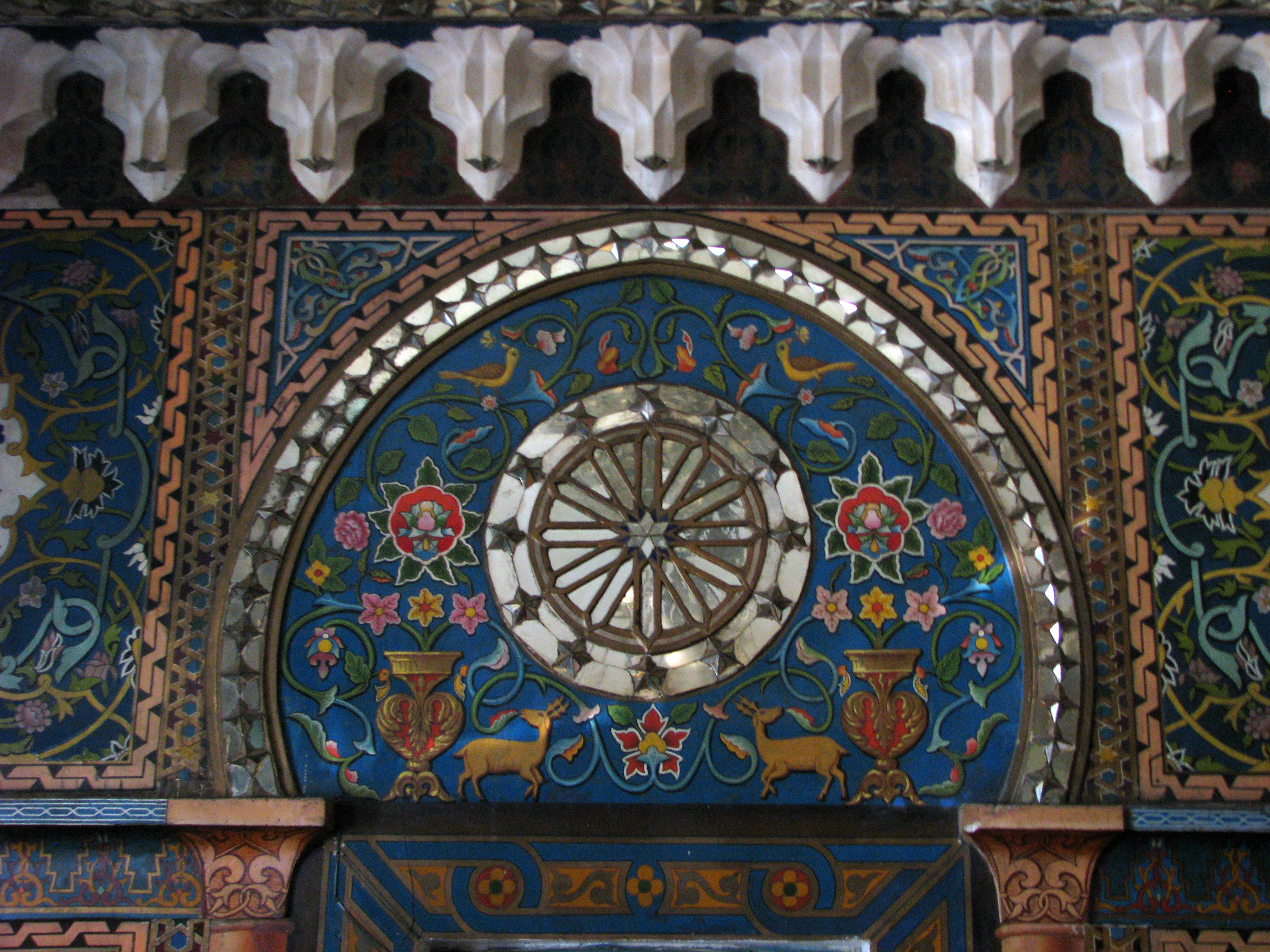
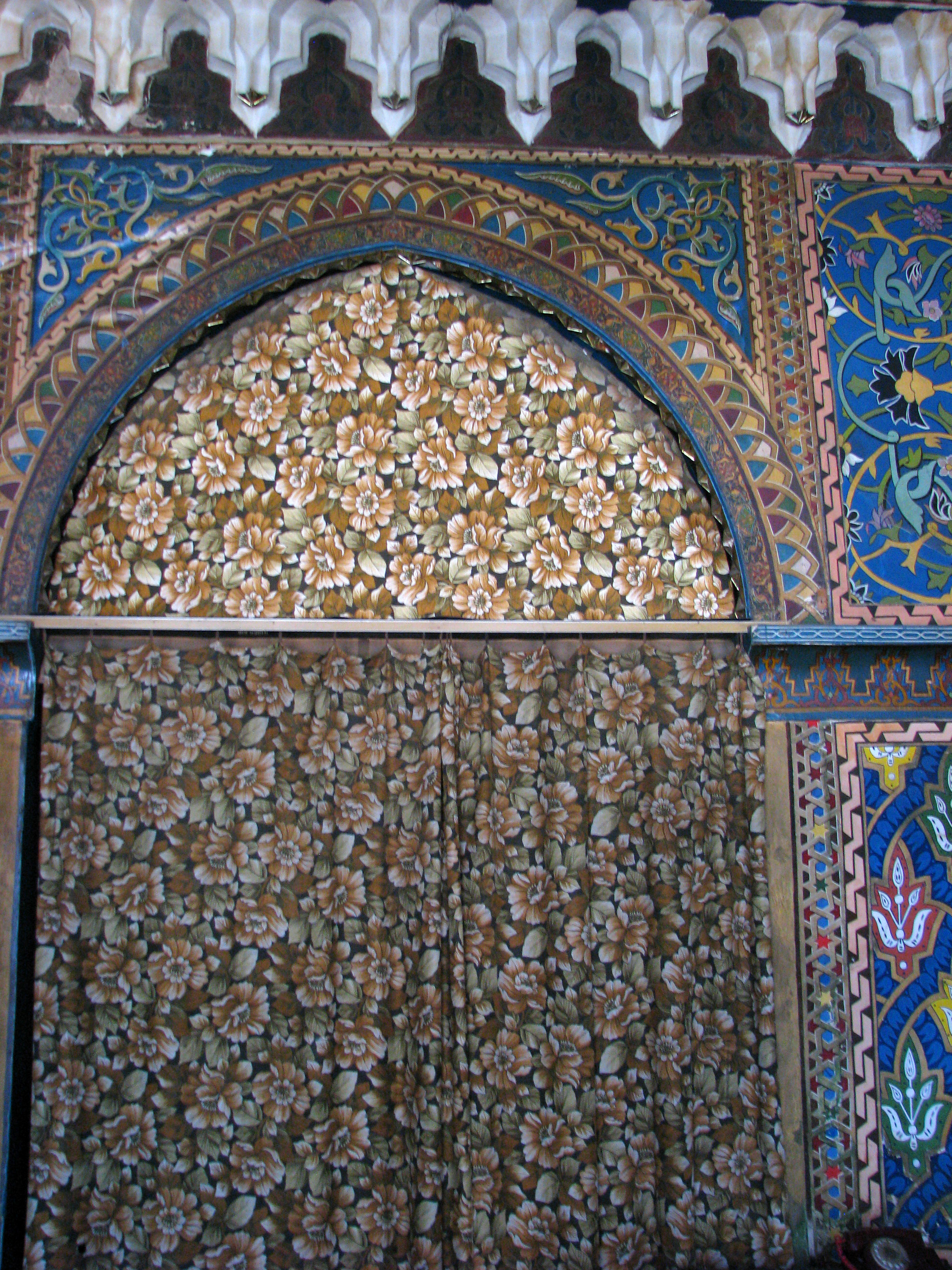
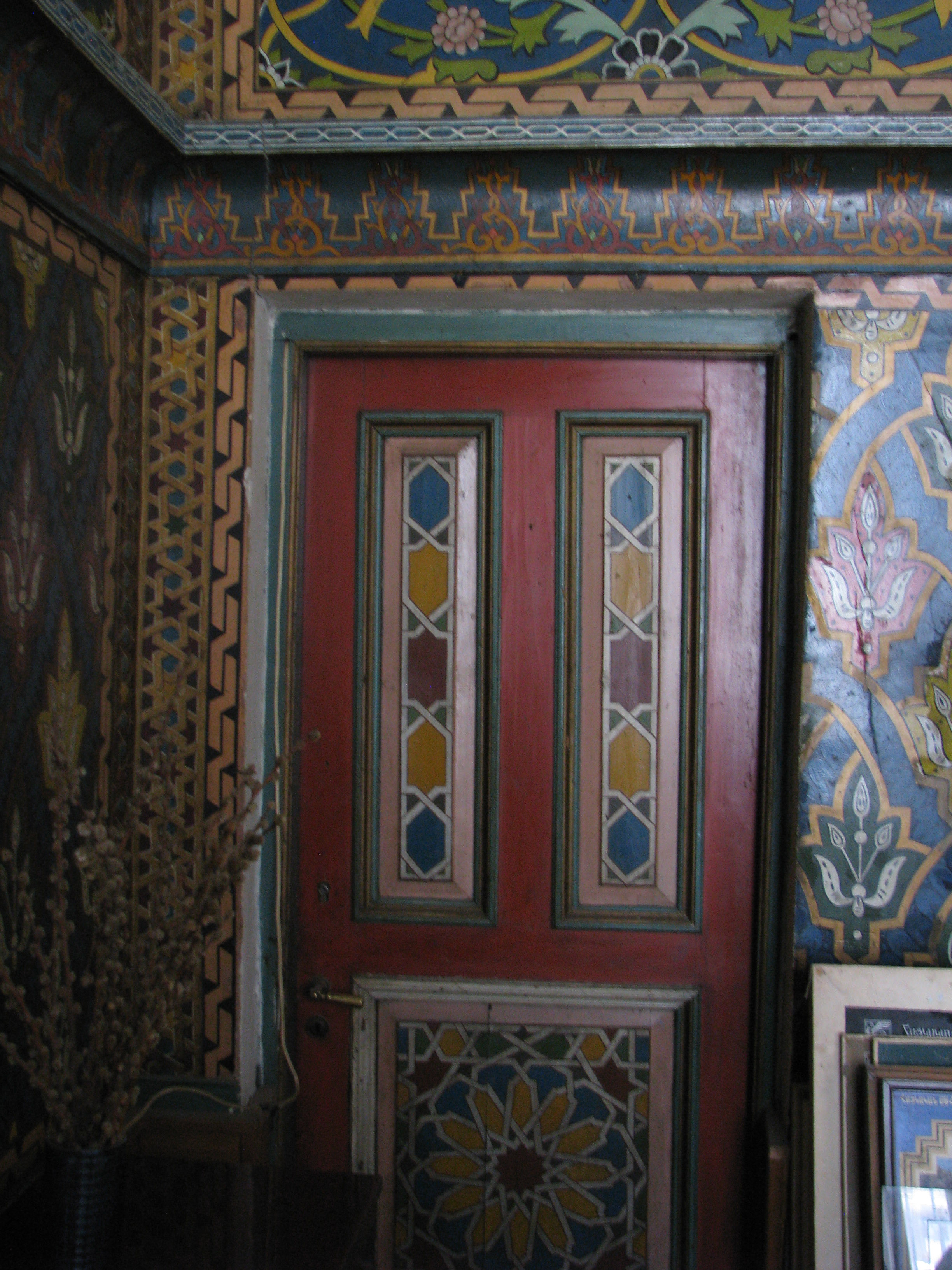
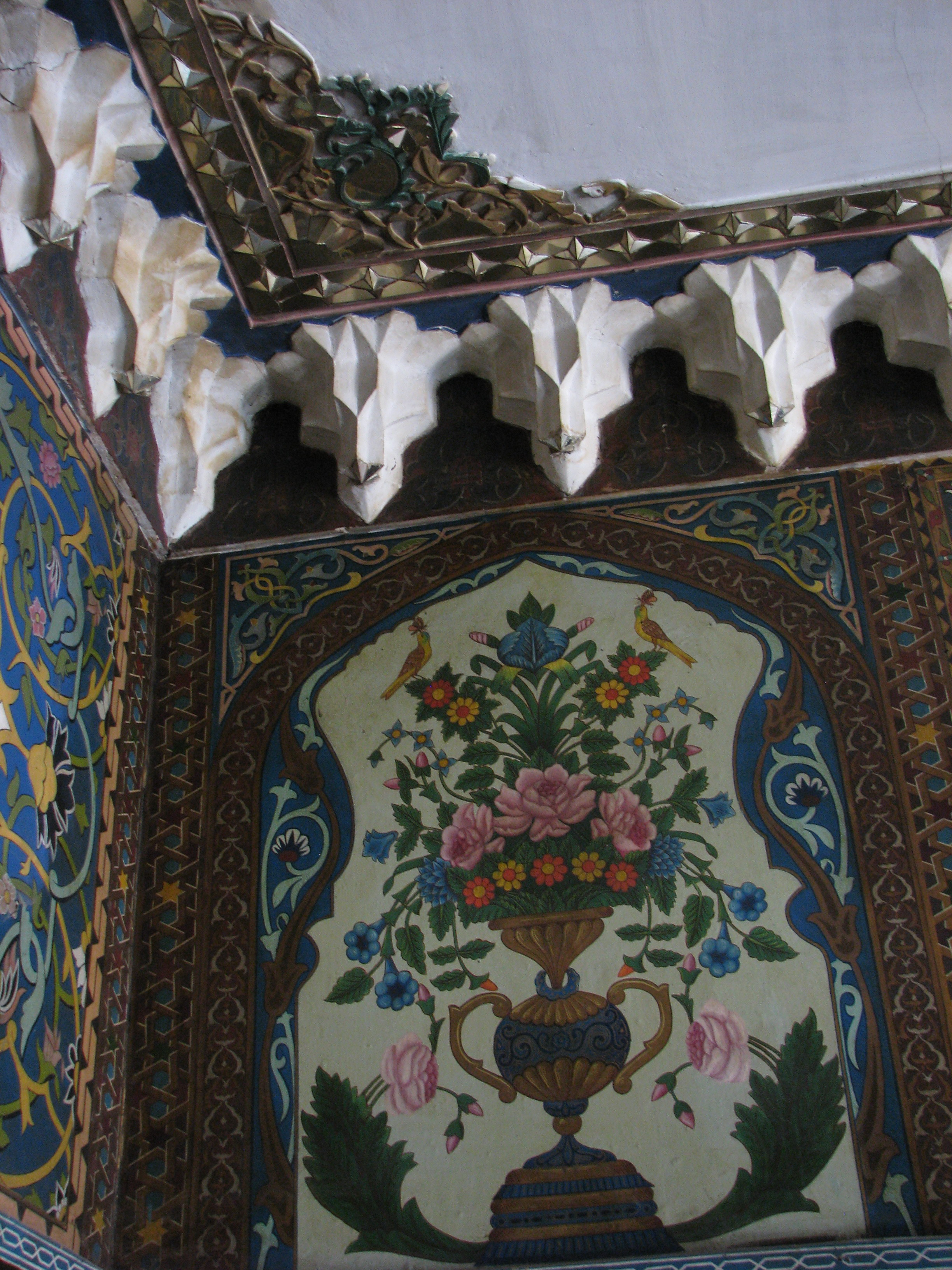
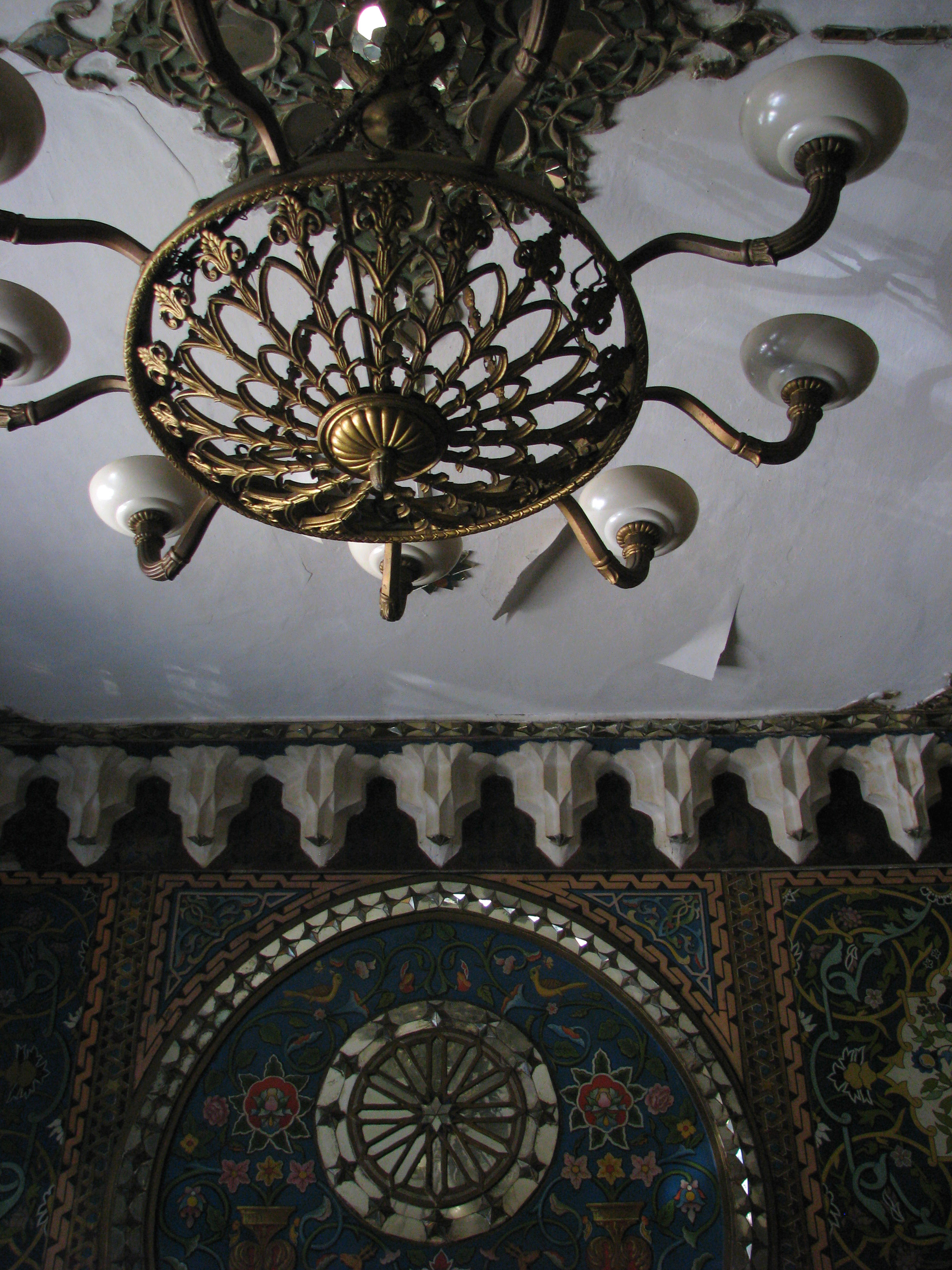
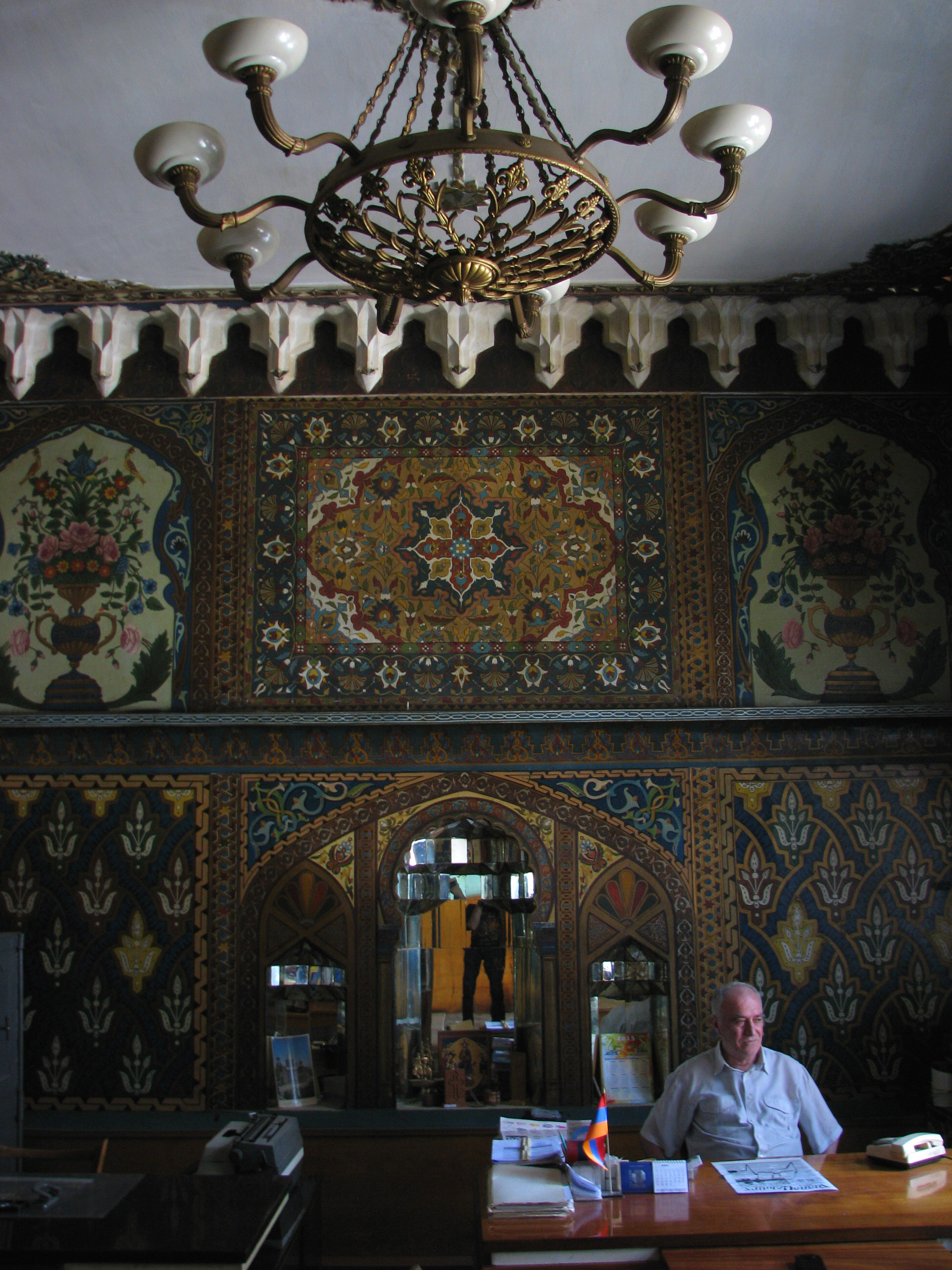
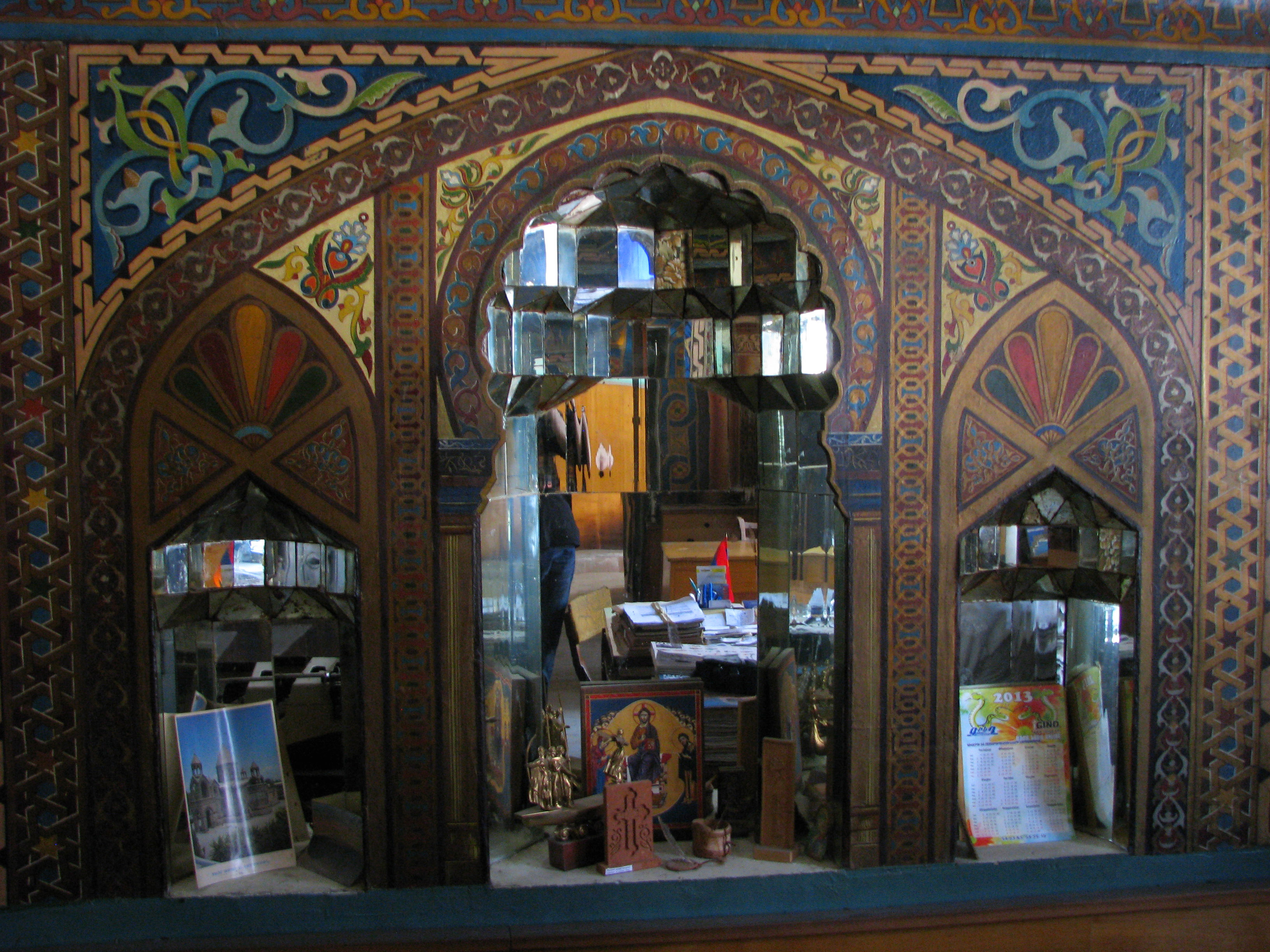